# Luís Magalhães
Luís Manuel Magalhães (1958) è un allenatore di pallacanestro portoghese.

## Carriera
Ha guidato l'Angola ai Campionati africani del 2009 e ai Campionati mondiali del 2010.
In seguito ha guidato Capo Verde ai Campionati africani del 2015.

## Palmarès
- Campionati portoghesi: 5

Sporting CP: 2001, 2002, 2003
Porto: 2004
Ovarense: 2007
- Coppa di Lega portoghese: 1

Sporting CP: 2022